# Bremke (Warme Bode)
Die Bremke ist ein 4,7 km langer, nördlicher und orografisch linker Zufluss der Warmen Bode im Harz in Sachsen-Anhalt und Niedersachsen, Deutschland.

## Grenzbach
Auf ihrer gesamten Strecke bildet die Bremke die Grenze der vorgenannten Bundesländer und bis 1990 zwischen der Deutschen Demokratischen Republik und der Bundesrepublik Deutschland. Noch heute sind unweit des östlichen Bachufers Teile des alten DDR-Kolonnenweges der innerdeutschen Grenze erhalten. Sie bildet auch die Grenze der Naturparks Harz/Sachsen-Anhalt und Harz (Niedersachsen).

## Verlauf
Die Bremke entspringt im Hochharz zwischen dem westlichen Wurmberg bei Braunlage in Niedersachsen und dem östlichen Kleinen Winterberg bei Schierke in Sachsen-Anhalt auf 805 m ü. NN. Der Bach fließt in überwiegend südlicher Richtung. Zwischen Quelle und Bundesstraße 27 stürzt die Bremke über den kleinen Bremkefall, nimmt danach die von Westen hinzukommende Kleine Bremke auf und unterquert die Bundesstraße 27. Nachfolgend hat das Tal der Bremke nur noch ein geringes Gefälle. Südöstlich des Ausflugslokals Fuchsfarm (an dieser Stelle gab es im 20. Jahrhundert eine Silberfuchsfarm) mündet die Bremke von Norden her in den von Westen kommenden Bode-Quellfluss Warme Bode.